# 13717 Vencill
13717 Vencill è un asteroide della fascia principale. Scoperto nel 1998, presenta un'orbita caratterizzata da un semiasse maggiore pari a 2,2815371 UA e da un'eccentricità di 0,0464593, inclinata di 2,23320° rispetto all'eclittica.